# Sulculeolaria quadrivalvis
Sulculeolaria quadrivalvis is een hydroïdpoliep uit de familie Diphyidae. De poliep komt uit het geslacht Sulculeolaria. Sulculeolaria quadrivalvis werd in 1834 voor het eerst wetenschappelijk beschreven door Blainville. 